# Rosales, Chihuahua
Rosales är en ort i Mexiko.   Den ligger i kommunen Rosales och delstaten Chihuahua, i den nordvästra delen av landet, 1 200 km nordväst om huvudstaden Mexico City. Rosales ligger 1 183 meter över havet och antalet invånare är 5 217.
Terrängen runt Rosales är platt åt sydost, men åt nordväst är den kuperad. Runt Rosales är det tätbefolkat, med 459 invånare per kvadratkilometer. Närmaste större samhälle är Ciudad Delicias, 8,6 km öster om Rosales. Trakten runt Rosales består till största delen av jordbruksmark.